# 枹栎
枹栎（学名：Quercus serrata），又稱思茅櫧櫟、青栲櫟，是壳斗科栎属的植物。分布在朝鲜、日本、臺灣以及中国大陆的辽宁、广东、山西、四川、江苏、湖南、安徽、广西、湖北、河南、贵州、云南、甘肃、山东、陕西等地，生长于海拔 200-2000 公尺的地区，多生长于山地及沟谷林中，目前尚未由人工引种栽培。